# Michał Robacki
Michał Robacki (ur. 3 sierpnia 1980 w Bydgoszczy) – polski żużlowiec.

## Przebieg kariery
Karierę żużlową rozpoczął w barwach Polonii Bydgoszcz. Egzamin na licencję „Ż” zdał 13 maja 1997 na torze GKM Grudziądz. W polskiej lidze zadebiutował w meczu z Włókniarzem Częstochowa, podczas którego zaliczył upadek i doznał wstrząśnienia mózgu.
Michał Robacki był podstawowym juniorem Polonii Bydgoszcz. W wiek seniora wszedł w 2002. W tym też sezonie jeździł w parze z Piotrem Protasiewiczem i z całą drużyną wywalczyli ostatni jak dotąd tytuł mistrzów Polski w drużynie. Sezon 2004 był najlepszy w jego karierze. W broniącej się przed spadkiem Polonii był najskuteczniejszym Polakiem w drużynie i wraz z Andreasem Jonssonem „uratowali” Ekstraligę. Jednak już w następnym sezonie Polonia dokonała wzmocnień a sam Robacki zmagał się z kontuzjami i problemami sprzętowymi. Ostatecznie Polonia zdobyła tytuł wicemistrzowski, ale sam Robacki zaliczał się do najsłabszych zawodników drużyny i w końcówce sezonu został zastąpiony młodym Krystianem Klecha. Kiedy Klecha w 2006 wszedł w wiek seniora, Robacki utracił miejsce w Polonii Bydgoszcz i został wypożyczony do GTŻ Grudziądz (który startował w I lidze), jednak z powodu częstych kontuzji (kręgosłup) sezonu w I lidze nie zaliczył do udanych. Ponieważ nie podpisał kontraktu na sezon 2007, otrzymał roczną karencję, jednak jednocześnie podjął decyzję o zakończeniu kariery zawodniczej.

## Osiągnięcia
Indywidualne Mistrzostwa Świata Juniorów
- 2001 (Lublin) – półfinał kraj. eliminacji – 16. miejsce 3 pkt (1,1,1,0,d)

Młodzieżowe Indywidualne Mistrzostwa Polski
- 2000 (Gorzów Wielkopolski) – finał – 13. miejsce 4 pkt (0,1,1,0,2)

Młodzieżowe Mistrzostwa Polski Par Klubowych
- 2001 (Rybnik) – finał – 3. miejsce 18 pkt (3,3,3,3,3,3)

Drużynowe Mistrzostwa Polski
- 1997 – 1. miejsce (KSM 2,50 – nieklasyfikowany)
- 1998 – 1. miejsce (KSM 4,07)
- 1999 – 4. miejsce (KSM 4,60)
- 2000 – 1. miejsce (KSM 3,84)
- 2001 – 3. miejsce (KSM 4,54)
- 2002 – 1. miejsce (KSM 5,14)
- 2003 – 3. miejsce (KSM 6,28)
- 2004 – 6. miejsce (KSM 6,32)
- 2005 – 2. miejsce (KSM 5,06)
- 2006 – 14. miejsce (6. miejsce w I lidze; śr. bg. 1,407 – nieklas.)

Kryterium Asów Polskich Lig Żużlowych
- 2001 – 10. miejsce 6 pkt (d,3,0,2,1)
- 2002 – 6. miejsce 8 pkt (3,2,2,1,0)
- 2003 – 15. miejsce 3 pkt (0,0,1,1,1)
- 2004 – 13. miejsce 5 pkt (w,0,3,0,2)
- 2005 – 14. miejsce 4 pkt (2,1,0,1,0)

Turniej o Puchar Prezydenta Miasta Ostrowa
- 2003 – 3. miejsce 12+3 pkt (3,3,1,3,2)

## Życie prywatne
Ukończył Zasadniczą Szkołę Zawodową z dyplomem mechanika samochodowego. Wraz z żoną Urszulą (od 2006) ma córkę Laurę (ur. 2001).
Po zakończeniu kariery skupił się na pracy we własnej pizzerii PizzaMario, która w Bydgoszczy ma dwa lokale.